# الدوري الجنوبي لكرة القدم 1963–64
الدوري الجنوبي لكرة القدم 1963–64 (بالإنجليزية: 1963–64 Southern Football League)‏ هو موسم من الدوري الجنوبي الممتاز. فاز فيه يوفل تاون.